# Jordan Capri
Lori Lynn Jackson (Glendale, Arizona; 24 de mayo de 1984), más conocida como Jordan Capri, es una ex-modelo de glamour y actriz pornográfica retirada estadounidense. Es conocida por su belleza natural, su mirada cálida y su físico menudo  y elegante.

## Carrera
Nacida como Lori Lynn Manna, inició su carrera en la industria erótica al ser descubierta por el fotógrafo Steve Lightspeed a fines del 2003. Como varias modelos que trabajaron para Lightspeed network, Jordan Capri se la trató como un personaje dentro del género del softporn teen. Fue presentada como la mejor amiga de Tawnee Stone, otra popular modelo de la compañía. Alcanzó una gran popularidad mundial. Esto le permitió contar con su propio portal o sitio web exclusivo de contenido de pago para adultos, con abonados de pago, como precursor del muy posterior Onlyfans. En este sitio aparecían regularmente contenidos sofóticos publicados por Jordan Capri, a menudo con otras modelos. Jordan Capri también aparece regularmente en sesiones de fotos de otras modelos.
Luego de casarse y tomar el apellido Jackson, se retiró de la industria a fines del año 2010.

## Filmografía
| Año  | Título                                   |
| ---- | ---------------------------------------- |
| 2007 | Jordan Capri: Honeymoon Sex Video        |
| 2007 | Tawnee Stone: Sexy Amateur Fun           |
| 2006 | Jordan Capri: Queen of Cute 2            |
| 2006 | Lightspeed Sorority: All Fun and Games 2 |
| 2006 | Tawnee Stone: Internet Sensation 2       |
| 2006 | The Best of Lightspeed Girls 2           |
| 2005 | Dirty Aly: Getting Down & Dirty          |
| 2005 | Joey: Little Trouble Maker               |
| 2005 | Jordan Capri: Queen of Cute              |
| 2005 | Lightspeed Sorority: All Fun and Games   |
| 2005 | Lightspeed University: Cheerleader Power |
| 2005 | Raimi: Cum Play with Me!                 |
| 2005 | Stacy Bride: All Natural & Naughty       |
| 2005 | Tawnee Stone: Internet Sensation 1       |
| 2005 | Taylor Little: Not So Little Anymore     |
| 2005 | The Best of Lightspeed Girls 1           |

## Premios y nominaciones de la industria erótica
| Año  | Premio              | Categoría               | Resultado |
| ---- | ------------------- | ----------------------- | --------- |
| 2009 | Premios XBIZ        | Mejor chica web del año | Nominada  |
| 2009 | AVN Online calendar | Miss Enero              | Ganadora  |